# Oldham Athletic A.F.C.
Oldham Athletic Association Football Club (biệt danh The Latics) là một câu lạc bộ bóng đá chuyên nghiệp có trụ sở tại Oldham, Greater Manchester, Anh. Câu lạc bộ thi đấu tại National League, hạng đấu thứ năm của bóng đá Anh, và chọn Boundary Park làm sân nhà. Oldham Athletic là đội bóng Ngoại hạng Anh đầu tiên phải xuống chơi ở giải bán chuyên nghiệp.
Lịch sử của Oldham Athletic A.F.C. bắt đầu với việc Pine Villa F.C. được thành lập năm 1895, thi đấu trong các giải của Manchester và Lancashire. Khi đối thủ Oldham County F.C. giải thể năm 1899, Pine Villa F.C. chuyển tới sân của họ và đổi tên thành Oldham Athletic. Họ là á quân Football League mùa 1914–15 nhưng xuống hạng Football League First Division năm 1923. Họ từng vào chung kết Football League Cup 1990 và giành chức vô địch Football League Second Division năm 1991, kết thúc 68 năm thi đấu bóng đá dưới giải đấu hàng đầu nước Anh. Họ trụ lại giải đấu thành công năm sau đó và trở thành thành viên sáng lập Premier League nhưng sau đó xuống hạng năm 1994.
Sau khi phá sản 2003–04, câu lạc bộ được thu mua bởi một nhóm doanh nhân người Anh gốc Mỹ đứng đầu là Simon Blitz.

## Cầu thủ

### Đội hình một
Tính đến 18 tháng 7 năm 2016 
Ghi chú: Quốc kỳ chỉ đội tuyển quốc gia được xác định rõ trong điều lệ tư cách FIFA. Các cầu thủ có thể giữ hơn một quốc tịch ngoài FIFA.
| Số | VT | Quốc gia | Cầu thủ                               |
| -- | -- | -------- | ------------------------------------- |
| —  | TM | Scotland | Chris Kettings                        |
| —  | TM | Anh      | Connor Ripley (mượn từ Middlesbrough) |
| —  | HV | Anh      | Connor Brown                          |
| —  | HV | Úc       | Cameron Burgess (mượn từ Fulham)      |
| —  | HV | Anh      | George Edmundson                      |
| —  | HV | Anh      | Josh Law                              |
| —  | HV | Anh      | Kallum Mantack                        |
| —  | HV | Anh      | Jamie Reckord                         |
| —  | HV | Anh      | Jamie Stott                           |
| —  | HV | Anh      | Brian Wilson                          |

| Số | VT | Quốc gia    | Cầu thủ                              |
| -- | -- | ----------- | ------------------------------------ |
| —  | TV | Wales       | Danny Byrnes                         |
| —  | TV | Anh         | Ryan Flynn                           |
| —  | TV | Hà Lan      | Marc Klok                            |
| —  | TV | Anh         | Lee Knight                           |
| —  | TV | Anh         | Jack Tuohy (tạm đình chỉ)            |
| —  | TV | Bắc Ireland | Carl Winchester                      |
| —  | TV | Philippines | Luke Woodland                        |
| —  | TĐ | Wales       | Jake Cassidy                         |
| —  | TĐ | Scotland    | Lee Erwin (mượn từ Leeds United)     |
| —  | TĐ | Bắc Ireland | Billy Mckay (mượn từ Wigan Athletic) |

## Đội nữ
Oldham Athletic có một đội nữ thi đấu tại Greater Manchester Women's Football League.

## Quan chức câu lạc bộ

### Ban giám đốc
- Chủ tịch: Simon Corney
- Giám đốc điều hành: Neil Joy
- Các giám đốc: Simon Brooke, Simon Corney, Anthony Gee, Ian Hill, Neil Joy, Anna Kocerhan & Barry Owen

### Ban huấn luyện chuyên nghiệp
- Huấn luyện viên: Steve Robinson
- Trợ lý huấn luyện viên: Ian Baraclough[14]
- Huấn luyện viên thủ môn: Carlo Nash[14]
- Trưởng đội vật lý trị liệu: Stuart Irwin
- Phân tích phong độ: Tom Hart
- Kit Man: Steve Cross

### Ban huấn luyện học viện
- Quản lý học viện: Tony Philliskirk
- Huấn luyện viên trưởng: Simon Cooper
- Huấn luyện viên phát triển cầu thủ trẻ: Pete Wild
- Huấn luyện viên quản lý quỹ: Craig Large
- Chuyên viên trị liệu: Anthony Gray
- Tuyển trạch viên trưởng: Paul Ogden
- Quản trị viên: Natalie Seaton

## Danh hiệu

### League
- Football League First Division
  - Á quân: |1914–15 (1)
- Football League Second Division
  - Vô địch: 1990–91 (1)
  - Á quân: 1909–10 (1)
- Football League Third Division
  - Vô địch: 1973–74 (1)
- Football League Third Division North
  - Vô địch: 1952–53 (1)
- Football League Fourth Division
  - Á quân: 1962–63 (1)
- Lancashire Combination
  - Vô địch: 1906–07 (1)

### Cup
- FA Cup
  - Bán kết: 1912–13, 1989–90, 1993–94 (3)
- Football League Cup
  - Á quân: 1990 (1)
- Lancashire Senior Cup
  - Vô địch: 1907–08, 1966–67, 2005–06 (3)
- Anglo-Scottish Cup
  - Á quân: 1978–79 (1)

### Kỉ lục câu lạc bộ
- Kỉ lục thắng League: 11–0 v Southport, Division 4, Boundary Park, 26 tháng 12 năm 1962
- Kỉ lục thắng Cup: 10–1 v Lytham, FA Cup, Vòng 1, Boundary Park, 28 tháng 11 năm 1925
- Kỉ lục thua League: 4–13 v Tranmere Rovers, Division 3 (North), Prenton Park, 26 tháng 12 năm 1935
- Kỉ lục thua Cup: 1–7 v Sunderland, League Cup, Vòng 2, Roker Park, 24 tháng 9 năm 1962
- Kỉ lục khán giả sân nhà: 47,671 v Sheffield Wednesday, FA Cup, Vòng 4, Boundary Park, 25 tháng 1 năm 1930
- Kỉ lục khán giả sân nhà tại league: 45,120 v Blackpool, Division 2, Boundary Park 21 tháng 4 năm 1930
- Chuỗi bất bại league dài nhất: 20 từ 1 tháng 5 năm 1990 tới 17 tháng 11 năm 1990
- Thi đấu nhiều trận League nhất: 525 Ian Wood, 1966–1980
- Ghi nhiều bàn League nhất: 141 Roger Palmer, 1980–1994
- Ghi nhiều bàn League nhất một mùa: 33 Tom Davis, Division 3 (North), 1936–37
- Khoác áo đội tuyển nhiều nhất: 24 Gunnar Halle – Na Uy, 1991–1996
- Kỉ lục mua cầu thủ: £750,000 Ian Olney, Aston Villa, tháng 6 năm 1992
- Kỉ lục bán cầu thủ: £1,700,000 Earl Barrett, Aston Villa, tháng 2 năm 1992